# Nadija Antar Jasin
Nadija Antar Jasin Ahmed (arab. ناديه عنتر ياسين; ur. 3 marca 1990) – egipska zapaśniczka walcząca w stylu wolnym. Czterokrotna uczestniczka mistrzostw świata, dwunasta w 2014. Brązowa medalistka igrzysk afrykańskich w 2015. Zdobyła srebrny medal na igrzyskach śródziemnomorskich w 2013. Siedem razy na podium na mistrzostwach Afryki w latach 2010 – 2016 roku.